# Spentrup-Gassum Kommune
Spentrup-Gassum Kommune var en dansk sognekommune i Randers Amt fra 1842 til 1970. Kommunen bestod af Spentrup og Gassum Sogne. Den blev ved kommunalreformen i 1970 en del af Purhus Kommune.